# Arcipreste Silvestre
El Arcipreste Silvestre (¿?. Nóvgorod - Monasterio de San Cirilo, Belozersk, Islas Solovetsky, 1566) fue un eclesiástico, político y escritor ruso del siglo XVI.
Nació en el seno de una familia rica y noble de Nóvgorod y se dedicó al sacerdocio primero en su ciudad natal y luego fue protopapa de la Catedral de la Asunción en el Kremlin de Moscú. Ejerció cierta influencia sobre el zar Iván IV el Terrible y llegó a formar parte de su "Consejo selecto" (Избранная рада, Ízbrannaya rada). Por mantener estrechos contactos con la oposición boyarda cayó en desgracia y en 1560 fue desterrado por orden del zar al monasterio de San Cirilo en Belozersk, de las islas Solovetsky, en el extremo norte, donde acabó sus días.
Su obra capital fue la nueva redacción de un antiguo tratado ruso llamado Domostrói o El gobierno de la casa, surgido en su primera versión en la ciudad de Nóvgorod a principios del siglo XVI y que, a su vez, bebía en las fuentes de la Biblia, códices medievales, recopilaciones y tratados de tipo moral y otras obras de eminentes padres de la Iglesia, como San Juan Crisóstomo.
El nuevo Domostrói se divide en tres grandes capítulos. El primero versa sobre la fe cristiana y la obediencia al zar; el segundo contiene una serie de normas y reglas que deben observar entre los miembros de una familia, así como entre estos y sus sirvientes; el tercero y último enseña como se debe administrar y gobernar una casa o hacienda. La novedad del Domostrói es radicar la obediencia total de la familia en el cabeza de la misma, de la misma manera que éste debe entera sumisión al zar.